# Вране

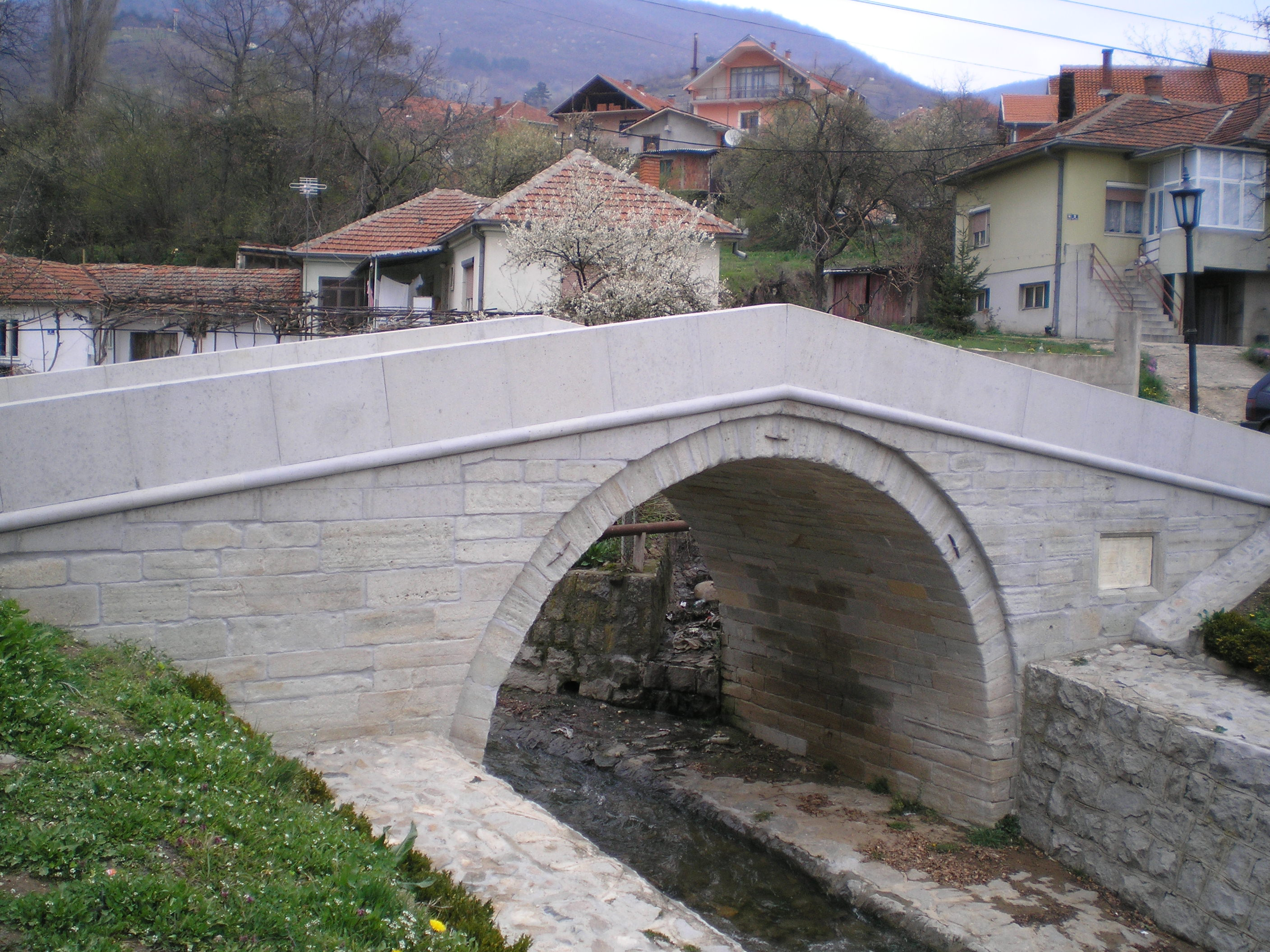
Белый мост на улице Юговича

Вране (серб. Врање / Vranje) — город на юге Сербии, административный центр одноимённого поселения и Пчиньского округа. По данным переписки 2022 года население в городе составляло 55 214 человек.
Вране расположен в Вранской долине на реке Вране, вблизи её впадения в реку Южная Морава. Впервые упоминается в 1093 году, но в состав сербского государства вступил в 1207 году. Турки завоевали город в 1455 году. В эпоху османского владычества город находился на пересечении торговых маршрутов из Сербии в Македонию и Болгарию, в это время город славился производством оружия и конопли высокого качества. От турок город был освобождён в 1878 году. После Второй мировой войны город стал промышленным центром с обувными, мебельными и текстильными фабриками.

## История
Нет достоверных данных, где и когда была основана деревня, выросшая позже в город Вране. Предполагается, что деревню основали во времена Византийской империи греки и славяне, которые обосновались в этой области в VI и VII веках. Тем не менее, одно совершенно ясно: это очень важное геостратегическое положение, через которое с незапамятных времён проходили торговые маршруты.
Первое письменное упоминание о Вране оставила нам Анна Комнина, византийская принцесса, ещё в XI веке, описывая завоевания своего отца, императора Алексея I.
Второе упоминание — в 1193 году, когда великий жупан Рашки Стефан Неманя провозгласил независимость Сербии от Византии и включил Вране в её состав. Однако в состав Сербского государства Вране вошёл в 1207 году, когда Стефан Первовенчанный взял под контроль эту область.
В первой половине XIV века из епископства Вране переселился в Марамуреш воевода Никола с сыновьями. Один из них, Богдан I, с племянником Стефаном (с 1366 года — граф Стефан Рыботицкий) завоевали в 1359 году принадлежавшее Венгерской короне Молдавское княжество. Богдан I стал первым господарем самостоятельного Молдавского государства.
Во время распада средневекового сербского государства Вране стало самостоятельным государством под управлением кесара Углише, «Властелина Вране, Прешово и Куманово». Это государство существовало вплоть до битвы на Косовом поле, когда Вране было включено в состав зависимого от Турции Сербского государства под управлением Стефана Лазаревича.
После распада этого государства турки завоевали Вране 14 июня 1445 года и держали его под своим контролем вплоть до 31 января 1878 года, когда его заняла сербская армия под командованием Йована Белимарковича.
В начале XX века население города насчитывала около 12 000 человек. В то время в городе было расположено османское консульство.
В ходе Балканских и двух мировых войн Вране вновь являлся объектом для завоеваний. Во время Первой балканской войны в 1912 годы здесь проводилась военная операция против османской армии под личным командованием короля Петра I Карагеоргиевича. Тем не менее этот район, особенно в новой истории, был частой целью для болгарского завоевания. В Первую мировую войну болгары оккупировали Вране в ночь с 16 на 17 октября 1918 года. Город потерял на фронте 514 человек и ещё 335 человек, казнённых в плену.
Во время Второй мировой войны немцы вступили в Вране 9 апреля 1941 года, 22 апреля город был передан под управление болгарским фашистам. За четыре года оккупации в городе было расстреляно около 700 человек. В боевых действиях при освобождении города участвовало 12 000 солдат. Город был освобождён от болгар 7 сентября 1944 года.

## Диалект
Большинство жителей разговаривает на особом диалекте сербского языка, подвергнувшегося заметному влиянию болгарского и македонского языков и при этом содержащего собственные уникальные черты. Большая часть остальных носителей сербского языка понимает вранский диалект с большим трудом или даже не понимает вовсе.

## Известные уроженцы и жители
- Миролюб Евтич (род. 1955) — сербский политолог.
- Станкович, Борисав (1876—1927) — сербский писатель.

## Города-побратимы
- Цетине, Черногория
- Пожаревац, Сербия